# Patricia Hersh
Pour les articles homonymes, voir Hersh.
Patricia Lynn Hersh (née en 1973) est une mathématicienne américaine qui travaille en tant que professeure de mathématiques à l'Université d'État de Caroline du Nord. Ses recherches portent sur la combinatoire algébrique, la topologie combinatoire et les connexions entre la combinatoire et d'autres domaines des mathématiques.

## Formation et carrière
Hersh est diplômée avec distinction d'un baccalauréat en mathématiques et en informatique de l'Université Harvard en 1995 avec un mémoire de fin d'études supervisé par Persi Diaconis. Elle a complété son doctorat en 1999, au Massachusetts Institute of Technology, sous la supervision de Richard P. Stanley,. Après des stages postdoctoraux à l'Université de Washington, à l'Université du Michigan et au Mathematical Sciences Research Institute de Berkeley, en Californie, elle s'est jointe au corps professoral de l'Université de l'Indiana à Bloomington en 2004, puis à celui de l'Université d'État de Caroline du Nord en 2008.

## Prix et distinctions
En 2010, Hersh a remporté le Prix commémoratif Ruth I. Michler de l'Association pour les Femmes en Mathématiques, finançant un poste de chercheuse invitée à l'Université Cornell. En 2015, elle a été élue en tant que membre de l'American Mathematical Society « pour ses contributions à la combinatoire algébrique et topologique et pour services rendus à la communauté mathématique ».